# Asplenium anguineum
Asplenium anguineum är en svartbräkenväxtart som beskrevs av Christ. Asplenium anguineum ingår i släktet Asplenium och familjen Aspleniaceae. Inga underarter finns listade.